# 3月11日 (旧暦)
旧暦3月11日は旧暦3月の11日目である。六曜は先勝である。

## できごと
- （318年_月_日） - 長江南地域の総督・司馬寞が皇帝に即位して元帝と名乗り、東晋が成立
- 永暦元年（ユリウス暦1160年4月19日） - 平治の乱に敗れた源頼朝が伊豆に流される
- （ユリウス暦1192年4月24日） - 南宋・中都郊外に盧溝橋（マルコ・ポーロ橋）が建設される
- 天正10年（ユリウス暦1582年4月3日） - 信長・家康の連合軍に敗れた武田勝頼が自害し、甲斐武田氏が滅亡
- 慶長13年（グレゴリオ暦1608年4月25日） - 征夷大将軍を辞した徳川家康が駿府城に移り住む

## 誕生日
- 寛政12年（グレゴリオ暦1800年4月4日） - 徳川斉昭、9代水戸藩主・徳川慶喜の父（+ 1860年）
- 天保5年（グレゴリオ暦1834年4月19日） - 橋本左内、福井藩士（+ 1859年）

## 忌日
- 神武天皇76年（紀元前585年4月9日） - 神武天皇、初代天皇（* 紀元前711年）
- （ユリウス暦618年4月11日） - 煬帝、隋の2代皇帝（* 569年）
- 応安元年/正平23年（ユリウス暦1368年3月29日） - 後村上天皇、97代天皇（* 1328年）
- 天正10年（ユリウス暦1582年4月3日） - 武田勝頼、武将・武田信玄の子（* 1546年）